# Brahmapuri (Maharashtra)
Brahmapuri es una ciudad y  municipio situada en el distrito de Chandrapur en el estado de Maharashtra (India). Su población es de 36025 habitantes (2011). Se encuentra a 105km de Chandrapur.

## Demografía
Según el censo de 2011 la población de Brahmapuri era de 36025 habitantes, de los cuales 18052 eran hombres y 17973 eran mujeres. Brahmapuri tiene una tasa media de alfabetización del 89,69%, superior a la media estatal del 82,34%: la alfabetización masculina es del 93,55%, y la alfabetización femenina del 85,82%.